# Pirata proximus
Pirata proximus este o specie de păianjeni din genul Pirata, familia Lycosidae, descrisă de O. P.-cambridge, 1876.
Este endemică în Egipt. Conform Catalogue of Life specia Pirata proximus nu are subspecii cunoscute.